# 프라임헤드

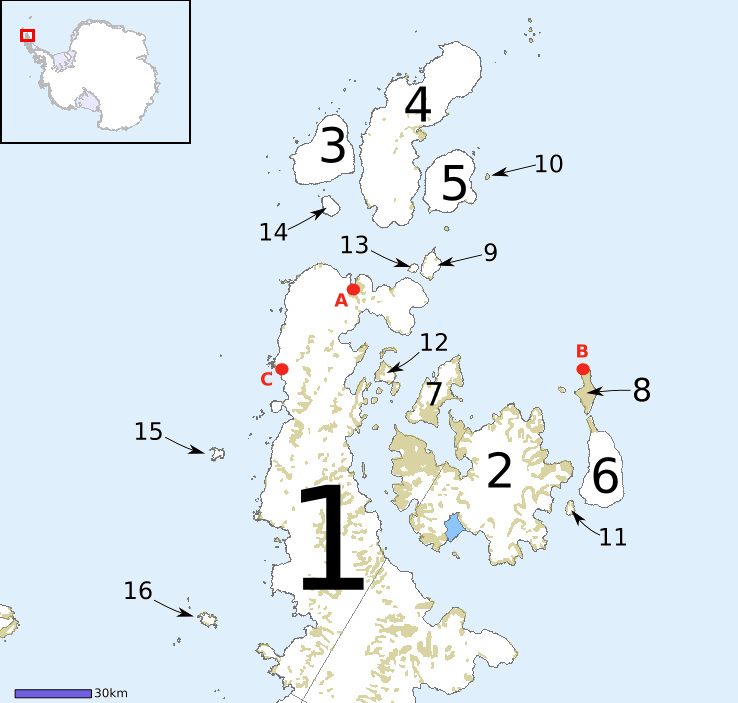
트리니티반도의 지도. A로 표시된 곳이 호프베이이며 프라임헤드는 그곳에서 북서쪽으로 약 20km 떨어진 지점이다.

프라임헤드(영어: Prime Head, 프라임곶)은 남극 반도 최북단 트리니티반도의 북쪽 끝에 자리한 곶이다. 눈으로 뒤덮인 무주지로, 가장 가까운 기지는 남동쪽으로 약 20km 떨어진 호프베이의 에스페란사 기지이다.
1837년~1840년 프랑스의 쥘 뒤몽 뒤르빌 대위가 이끄는 프랑스 남극 탐험대가 처음 발견하고 이 인근의 곶에 '시프레이 곶' (Cap Siffrey)라는 이름을 붙였다. 영국 남극 지명위원회 (UK-APC)는 당시 시프레이곶으로 명명된 곳이 실제 프라임헤드에서 2km 떨어진 지점으로 확인하고 있다.
지금의 프라임헤드라는 지명은 1963년 영국 남극 지명위원회가 명명하였으며 이곳이 남극 대륙의 최북단 지점, 반대로 남극 대륙이 시작되는 첫번째 지점임을 공식 확인하였다.